# Front national démocratique pour la libération d'Oman et du golfe Arabique
Le Front national démocratique pour la libération d'Oman et du golfe Arabique ( en arabe : الجبهة الوطنية الديمقراطية لتحرير عمان والخليج العربي, était un mouvement de guérilla dans la péninsule arabique actif de 1969 à fin 1971.

## Historique
Il a été formé en Irak en 1969 par des étudiants omanais (principalement étudiant au Koweït) et d'autres émigrés. Certains avaient été membres d'organisations de gauche (comme le Mouvement nationaliste arabe), d'autres étaient jusqu'alors des opposants non organisés au gouvernement omanais,,. À la différence de l'autre mouvement de guérilla rurale, plus important, le Front populaire pour la libération du golfe Arabique occupé, le mouvement était principalement un mouvement urbain. Il a été soutenu par des intellectuels urbains. Idéologiquement, le Front populaire pour la libération du golfe Arabique occupé était marxiste tandis que celui-ci était orienté vers le parti Baas. Lors de son lancement public, il avait des succursales dans différentes villes d'Oman et dans la plupart des autres parties du golfe Persique,,.
Le Front national démocratique pour la libération d'Oman et du golfe Arabique a commencé des opérations de guérilla dans le nord d'Oman le 12 juin 1970 en attaquant les garnisons des villes d'Izki et de Nizwa avec des mortiers. Les deux attaques ont échoué. L'attaque contre un poste de l'armée des SAF à l'extérieur d'Izki a été repoussée et toute l'unité a été tuée ou capturée. Par la suite, plusieurs arrestations ont été effectuées, sur la base de témoignages de prisonniers du raid d'Izki, et trois caches d'armes du Front national démocratique pour la libération d'Oman et du golfe Arabique à Muti, Sur et Matrah avaient été saisies par les forces de l'État. Ces mesures de répression conduisent à un arrêt temporaire des activités du Front national démocratique pour la libération d'Oman et du golfe Arabique à Oman. Le groupe a continué à s'organiser en dehors d'Oman,.
Bien que les attaques du 12 juin 1970 aient été repoussées, elles ont agi comme un catalyseur pour les groupes qui ont conspiré contre le sultan Saïd ibn Taïmour (ce qui a conduit peu après au renversement du sultan par son fils Qabus ibn Saïd, avec le soutien britannique),,,. Les attaques avaient pris les SAF par surprise, et les attaques ont contribué à la perception que Said bin Taimur était incapable de vaincre l'insurrection.
En 1971, après avoir subi des revers militaires, le Front national démocratique pour la libération d'Oman et du golfe Arabique a commencé à rechercher une coopération avec le Front populaire pour la libération du golfe Arabique occupé. En décembre 1971, le Front national démocratique pour la libération d'Oman et du Golfe Arabique et le Front populaire pour la libération du golfe Arabique occupé ont fusionné pour former le Front populaire de libération d'Oman et du golfe Arabique, bien que les deux groupes aient conservé des structures organisationnelles distinctes.